# 3304 Pearce
3304 Pearce este un asteroid din centura principală, descoperit pe 2 martie 1981 de Schelte Bus.